# Standardní čas

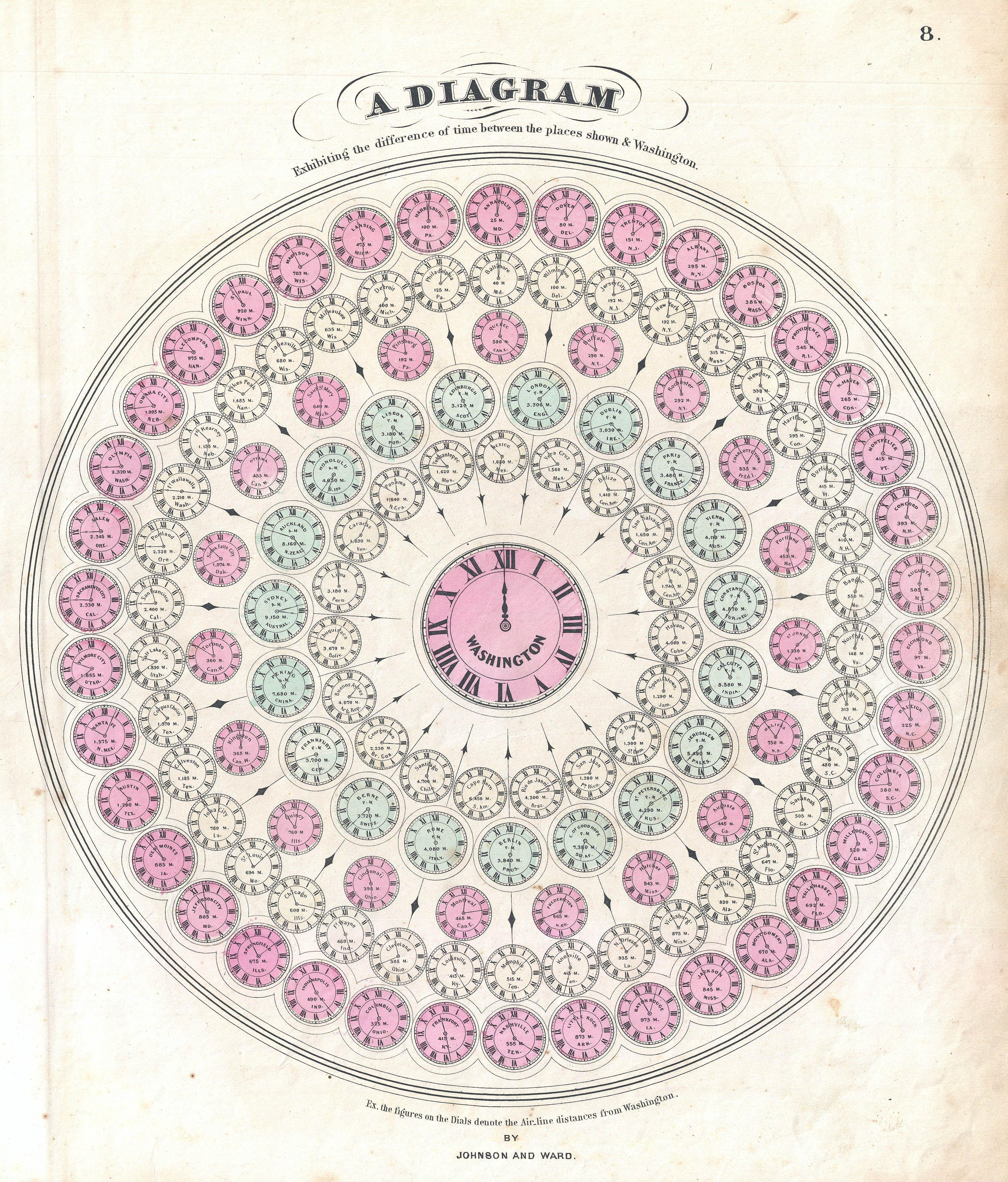
Diagram standardních časů ve světových velkoměstech, jak ho vypracoval v roce 1862 A. J. Johnson (ukazuje, kolik je hodin jinde, když je ve Washingtonu poledne)

Standardní čas je synchronizace hodin v rámci jedné oblasti na jednotný časový standard. Historicky byl standardní čas zaveden během 19. století, aby usnadnil přenos informací, cestování vlakem a předpověď počasí.
Standardní čas bývá někdy zaměňován s pásmovým časem, který byl ovšem definován až později, a to na Mezinárodní meridiánové konferenci ve Washingtonu v roce 1884. Z tohoto užšího pohledu vychází i definice, že standardní čas je místní čas ve státě anebo oblasti v období, kdy neplatí sezónní změna času.
Standardní čas je užíván v mnoha zemích na místech, kde se z rozličných důvodů obyvatelé dohodli nepoužívat úředně stanovený čas.

## Historie
Před zavedením standardního času se používal místní sluneční čas obvykle podle hodin na kostele nebo výkladní skříně místního hodináře. Tento stav, kdy se čas měnil z místa na místo, byl komplikací při rozvoji rychlé dopravy, především železniční, a komunikací (telegrafické spojení), a proto bylo vyžadováno tento stav změnit.
V Británii se začal čas standardizovat na železnici už počínaje rokem 1840, a to u Velké západní železnice, která ve všech stanicích zavedla greenwichský čas (GMT). Od 1. prosince 1847 přešla na tento čas většina železničních společnosti na ostrově Velká Británie. Dostal název železniční čas odrážející důležitou roli, kterou při jeho vzniku železniční společnosti sehrály. Tomuto standardu se přizpůsobila do roku 1855 drtivá většina veřejných hodin ve Velké Británii, nicméně v roce 1858 je místní střední čas v právních dokumentech stále zmiňován jako úřední. Jako zákonný čas byl GMT přijat až v roce 1880, a to s platností pouze na ostrov Velkou Británii.
Jako první země na světě zavedl standardní čas celostátně Nový Zéland v roce 1868. Důvodem zavedení „novozélandského času“ bylo telegrafní propojení obou hlavních novozélandských ostrovů. V roce 1868 se telegrafní oddělení rozhodlo zavést „wellingtonský čas“ jako standard pro všechny svoje pobočky, takže otevírací a zavírací časy v nich mohly být synchronizovány. Pošta, jejíž pobočky obvykle sídlily ve stejných budovách, příklad následovala. Standardizace se stala terčem protestů proti diktátu jednoho vládního resortu. Situaci vyřešil parlament svým usnesením o zavedení celostátně standardního času. Hodnota časového posunu 11½ hodiny před greenwichským časem odpovídala poledníku 172°30′ východní délky, který je velmi blízko střední zeměpisné délce země. Podle návrhu ředitele Geologického průzkumu Jamese Hectora ji novozélandský parlament schválil a vstoupila v platnost 2. listopadu 1868. Přesný čas se až do roku 1920, kdy se začal časový signál vysílat rozhlasem, přenášel morseovkou každý den v 9 hodin ráno na pošty a železniční stanice po celé zemi z observatoře Colonial Time Service ve Wellingtonu.

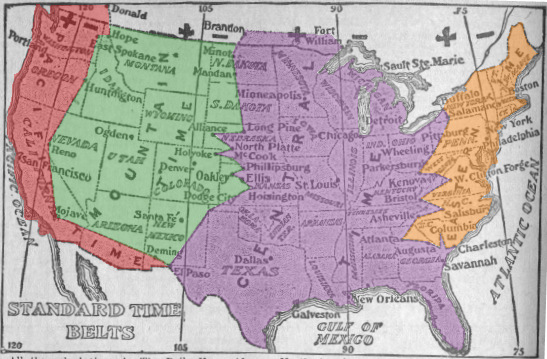
Mapa železničních časů z roku z roku 1913 před uzákoněním časových pásem; zobrazuje tehdejší USA a části jižní Kanady

Severní Amerika byla ve standardizaci na železnici poněkud opožděná. Impulsem se stalo až železniční neštěstí v Nové Anglii v roce 1853, při kterém zemřelo 14 osob, a záhy potom byly zdejší jízdní řády zkoordinovány. Prvním návrhem jednotného zacházení s časem na celém světě byla monografie s názvem „Pozemský čas“ (Terrestrial Time) od Sandforda Fleminga, v té době hlavního inženýra kanadské tichomořské železnice, kterou předložil Kanadskému vědeckému institutu v roce 1876. Předpokládal hodiny s 24hodinovým ciferníkem ukazujícím světový čas a dalším ciferníkem s místním časem zaokrouhleným na nejbližší hodinu. Poukázal také na to, že mnohé z oprav místního středního času jsou větší než ty, které by vznikly opuštěním slunečního času. V letech 1878 a 1879 návrhy upravil a vztáhl ke greenwichskému poledníku. Oba Flemingovy dokumenty byly považovány za tak důležité, že jeho kopie rozeslala britská vláda v červnu 1879 do osmnácti zemí a různým vědeckým orgánům v Anglii. Ve stejné době vydala Americká metrologická společnost „Zprávu o standardním čase“ od Clevelanda Abbeho, vedoucího meteorologické služby Spojených států, která navrhovala v podstatě stejné schéma. Jednotný pásmový čas byl na železnici zaveden 18. listopadu 1883, a to společně ve Spojených státech a Kanadě. Ovšem součástí amerického práva se stal až zákonem o standardním čase z roku 1918.
Klíčovou událostí ve standardizaci času měla Mezinárodní meridiánová konference v roce 1884. Mimo to, že doporučila, aby se světovým počátečním poledníkem stal poledník v Greenwichi, navrhla definici univerzálního dne od půlnoci do půlnoci na témže poledníku. Kvůli neoddělitelnému vztahu mezi časem a zeměpisnou délkou upevnilo přijetí standardního času představu o půlení zeměkoule na východní a západní polokouli s jediným základním poledníkem namísto mnoha hlavních poledníků, které byly používány do tehdy. Standardní čas začal být poté definován jako posun od Greenwichského středního času (GMT). Také od té doby bývá standardní čas směšován s pásmovým časem, přestože se o možnosti zavést dvacet čtyři sekundární standardní časy, které by řídily místní časy, pouze diskutovalo. Rovněž se nezasmluvnila zásada, že by měl standardní čas vycházet ze středního času poledníku procházejícího příslušným územím.
V roce 1999 byl standardní čas uveden do Severoamerické železniční síně slávy v kategorii „Národní: Technické inovace“.

## Příklady
- Na ruských železnicích byl výnosem z 26. ledna 1857[11] zaveden jednotný „Petrohradský čas“ GMT+02:01:18,7. Tento čas platil na železnici v celém Rusku, kde se v té době používal místní střední sluneční čas. Od zavedení pásmového času v roce 1919 je na železnici používán moskevský čas bez ohledu na to, v jakém pásmu se příslušná lokalita nachází.[12] Stejný čas platí ve všech kosmických centrech kdekoli v Rusku, jakož u všech kosmických letů.[13]

- Zvláštní vlakový čas mají v Austrálii, kde indicko-pacifický vlak užívá v létě při své cestě mezi stanicemi Kalgoorlie a Port Augusta UTC+09:00.[14] Důvodem je 2,5hodinový rozdíl mezi časem v Jižní a Západní Austrálii.
- Pět obcí[p 3] na pomezí mezi Západní a Jižní Austrálií se dohodlo na používání času UTC+08:45. Jedná se o kompromis mezi západním a centrálním časem, avšak není nijak oficiálně regulován a nazývá se Středozápadní standardní čas (Central Western Standard Time — CWST).[15]
- Některé obce v Brazílii dodržují UTC−03:00 místo oficiálního UTC−04:00. Jedná se obce kolem města Barra do Garças na východě státu Mato Grosso[16] a obce mezi městy Bataguassu a Três Lagoas na východě státu Mato Grosso do Sul.[17][18] Důvodem jsou silné socioekonomické a kulturní vztahy s blízkými obcemi v sousedních státech Goiás a São Paulo.
- Nerespektování úřední regulace je široce rozšířeno v Kanadě. Je tomu tak na Labradoru,[19] v Québecu,[20] v Ontariu,[20] v Britské Kolumbii.[20] Tyto odchylky jsou obecně přijímány, ale nejsou legalizovány.[21]
- V roce 1919 byl v Chile zaveden celostátní čas GMT-4:42:46,3 podle místního času observatoře v Santiagu de Chile, čímž byla zrušena platnost pásmového času GMT+5, který byl zaveden v roce 1910.[22] K pásmovému času se Chile navrátilo až v roce 1927.
- V roce 1998 zavedla firma Swatch nový druh měření času oficiálně nazývaný Biel Mean Time (BMT). Jde o internetový čas jednotný na celém světě bez ohledu na geografickou polohu. Ze stejného principu zrušení časových posunů a zavedení jediného času na celé Zemi vycházel návrh Arthura Clarka předložený už v roce 1976.[23]